# 尼哈尔
尼哈尔，是西班牙安达卢西亚自治区阿尔梅里亚省的一个市镇。 总面积600km2, 总人口17824人（2001年），人口密度30人/km2。